# Дом Мешкова
Дом Мешкова — особняк в историческом центре Перми, памятник архитектуры. Название получил по имени одного из владельцев здания предпринимателя и мецената Николая Васильевича Мешкова. Расположен по адресу: улица Монастырская, 11.

## История

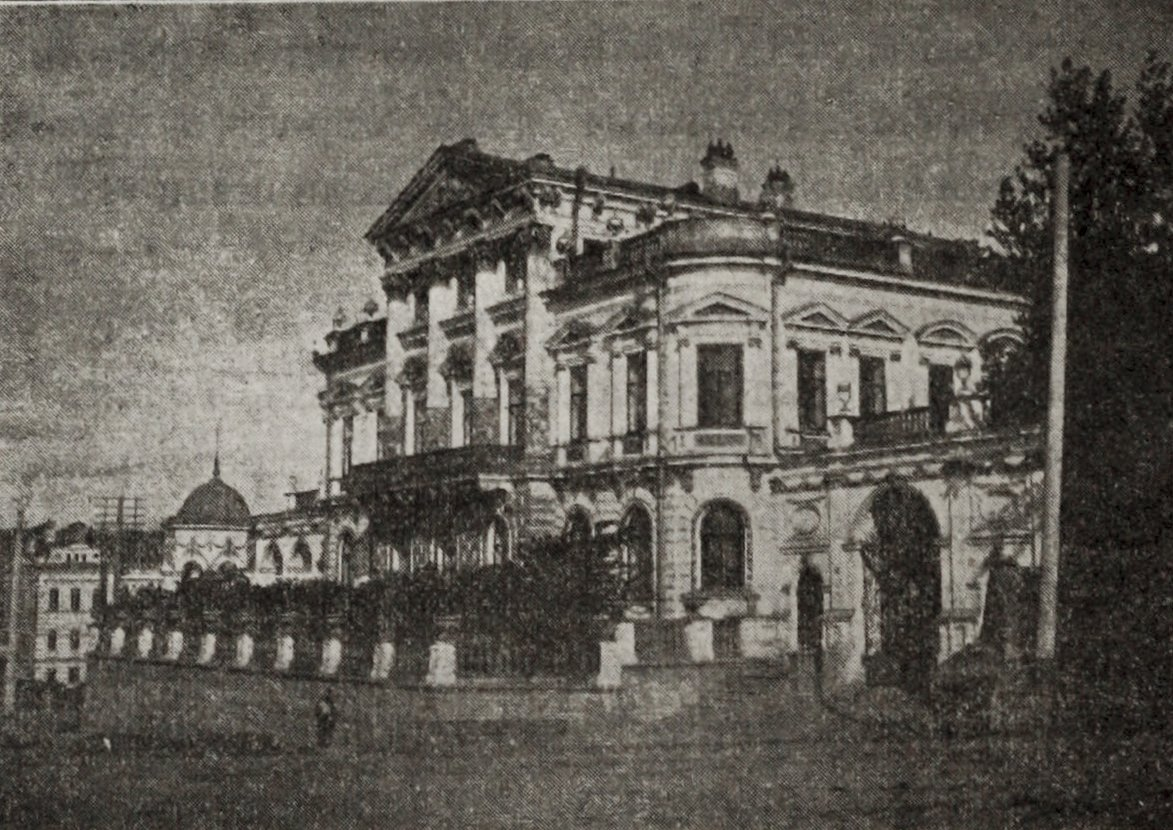
Дом Мешкова до 1913 г.

Дом построен в 1820 году по проекту архитектора Ивана Свиязева в стиле позднего русского классицизма. Затем в 1820 году он сгорел и был вновь восстановлен. В 1842 году во время сильнейшего пожара сгорел вновь и после этого в течение 40 лет не использовался. В 1885 году здание выкупила городская казна в свою собственность. Затем дом перекупил предприниматель Николай Васильевич Мешков и в 1887 году подал заявку на перестройку дома в городскую Думу. К 1889 году по проекту архитектора Александра Турчевича дом был перестроен под влиянием стилистики модерна. Затем здание частично сдавалось в аренду правительственному контролю Уральской железной дороги, а также другим организациям.
В 1900—1901 гг. в этом доме открылась выставка работ художника-пейзажиста и камнереза А. К. Денисова-Уральского. Было выставлено 48 его работ, в том числе картина «Лесной пожар», в 1983 году преподнесённая советскому посольству в США.
В 1918 году в доме находился штаб 3-й армии Восточного фронта, о чём свидетельствует мемориальная доска, расположенная на здании.

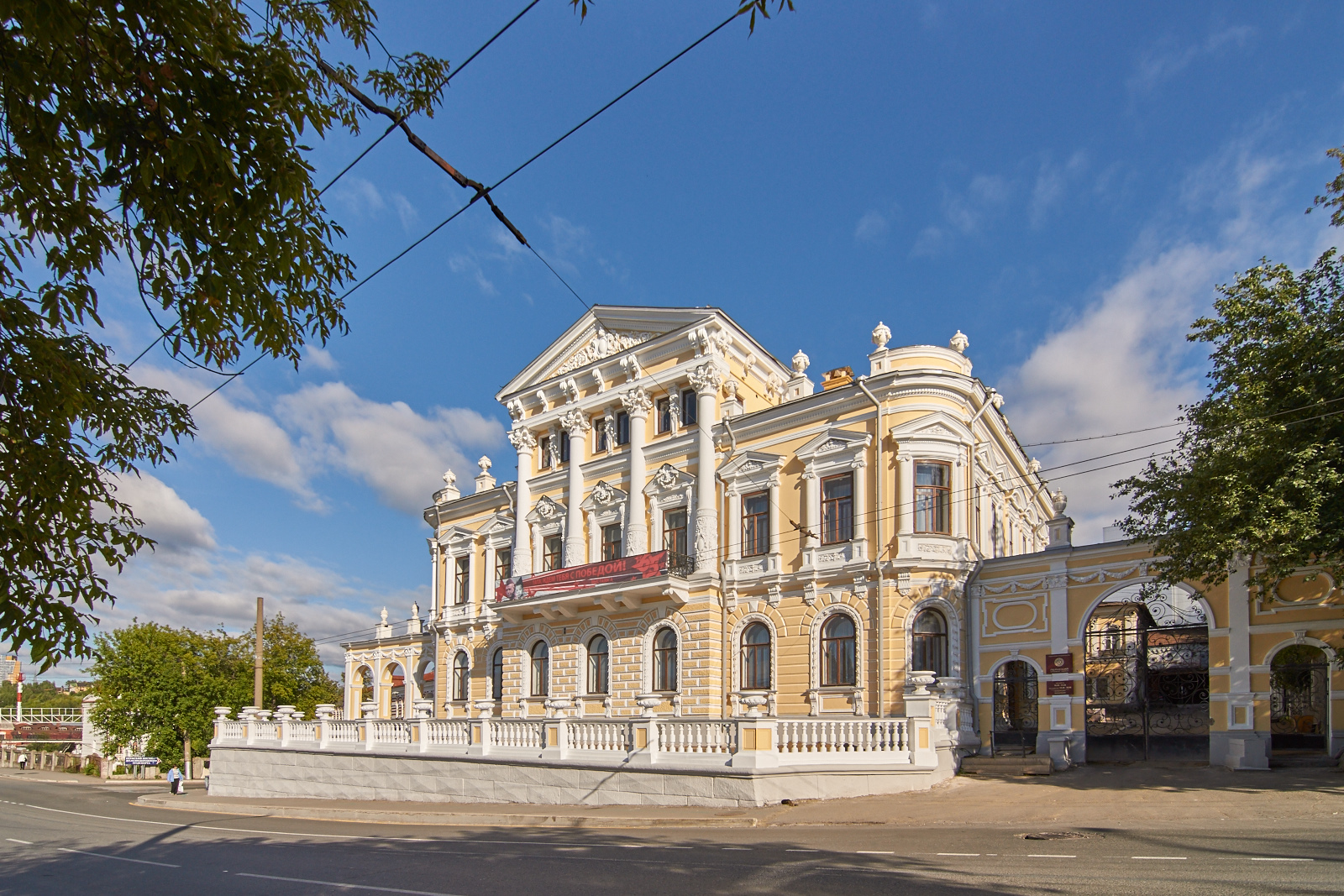
Общий вид после реставрации

Затем в разное время в доме находились медицинский факультет Пермского государственного университета, ресторан и гостиница «Урал». В последние годы здание принадлежало Пермскому речному пароходству.
С 21 марта 2007 года межведомственная комиссия приняла решение о проведении реставрационных работ и реконструкции «дома Мешкова» в Перми.
21 ноября 2009 года состоялось открытие отреставрированного «Дома Мешкова». В ходе работ укреплены стены здания, проведена реставрация фасада, в первозданном виде восстановлен весь лепной декор.
В конце 2007 года в здание въехал Пермский краеведческий музей.
Для сериала «Отчий дом» (2017, 5 серия) была заснята сцена во дворе дома Мешкова среди прочих натурных съёмок, проводившихся в Перми.

## Архитектурное решение

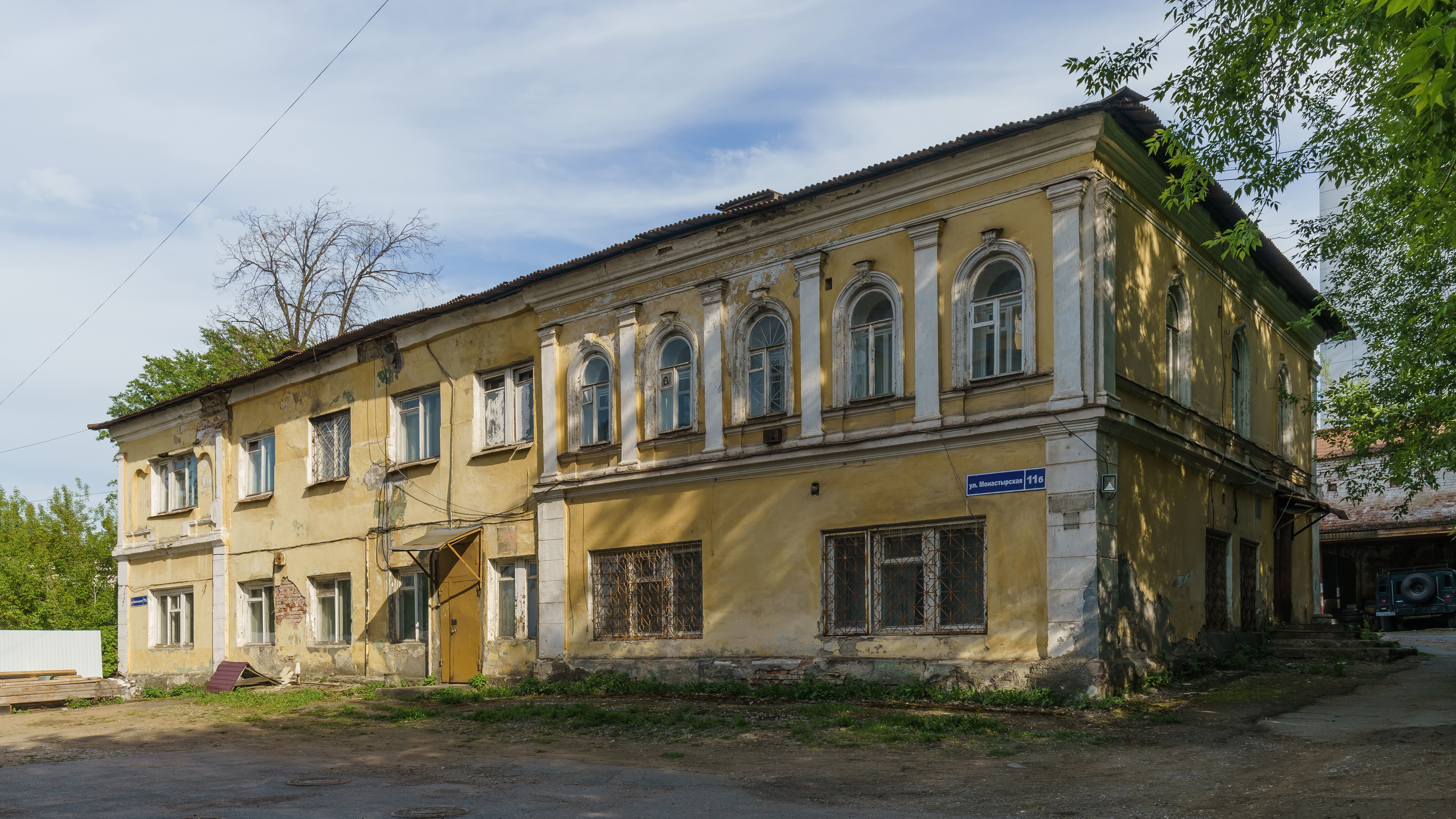
Задний флигель

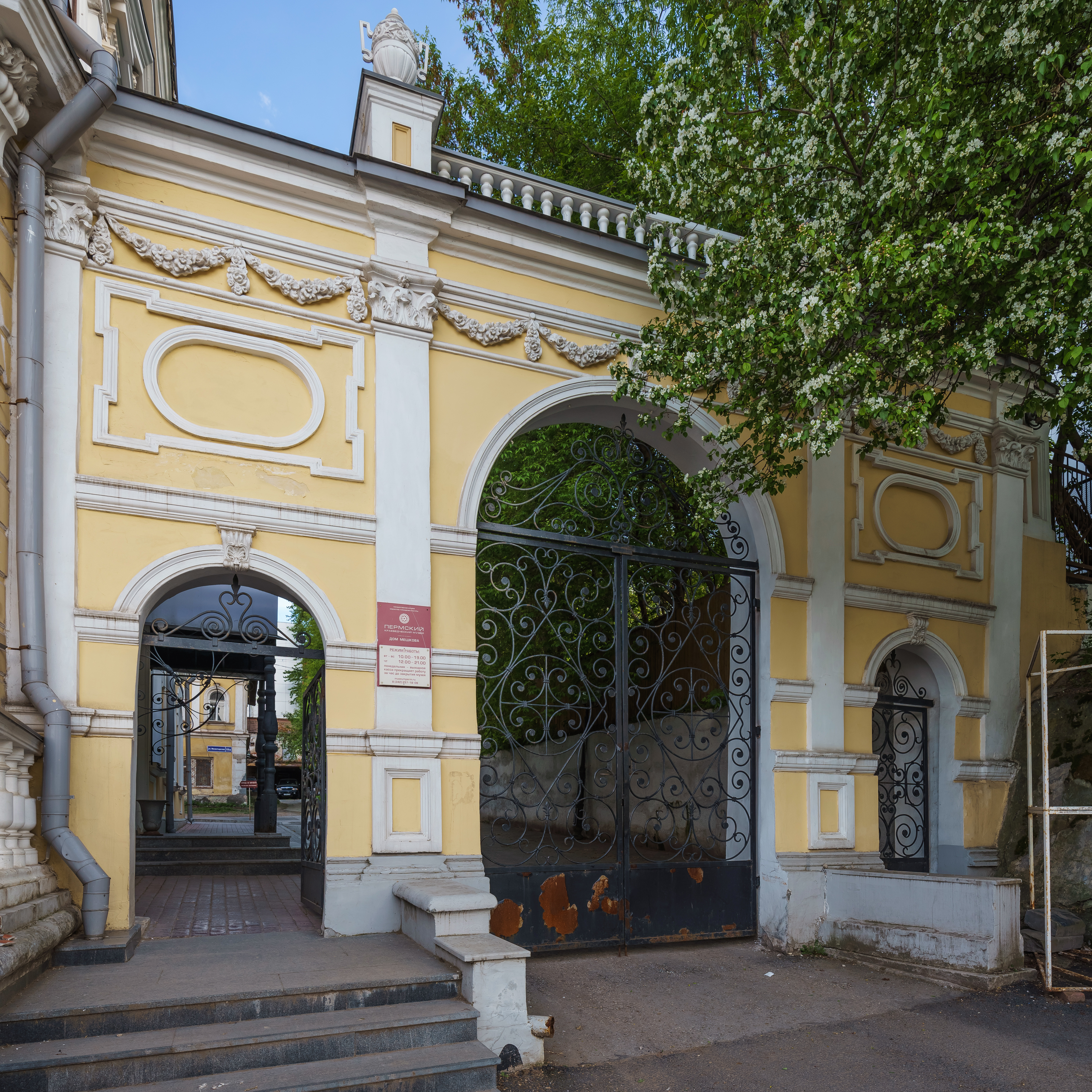
Ворота

Здание построено в стиле позднего русского классицизма в 1820 году предположительно по проекту архитектора И. И. Свиязева. Затем в 1885—1886 гг. перестроено по проекту архитектора А. Б. Турчевича под влиянием стиля живописный модерн. Кроме самого здания в то же время была выстроена красивая каменная ротонда из красного кирпича, но в советское время она была снесена.
Стены здания слоистые, наружный и внутренний слои выполнены из кирпича, а в середине слои лиственницы. Фасад здания выходит на набережную Камы, силуэт здания ясный и чёткий. Уклон мостовой придаёт зданию величественную асимметрию. Плоскости стен, наличники окон, замковые рамы, карнизы, капители, пилястры, глухой парапет, решётка ограды покрыты лепными украшениями или имеют неправильные криволинейные очертания. В комнатах особняка также присутствует лепка в отделке потолка. Благодаря отделке здания оно привлекает внимание среди строений на набережной.